# FOX (亞洲)
FOX Asia是華特迪士尼公司福斯傳媒集團旗下的頻道，遍佈中國大陸、台灣、香港、新加坡、日本、菲律賓、印尼、泰國、馬來西亞、汶萊、馬爾地夫、南韓。
日本於1998年2月率先開播。SkyCable於2010年1月5日在菲律賓開始發送，新加坡星和視界則隨後於同年2月1日開播。
2012年年初至2月中旬，亞洲FOX的電視台字樣從FOX HD全面改為FOX。FOX日本與FOX韓國從亞洲版分離，但節目與廣告仍與FOX亞洲相同，但節目的編成由各國家自行編排。
2012年9月1日，FOX娛樂台取代Channel V，而FOX HD則於中華電信MOD上播送。2014年1月1日，FOX台灣正式取代FOX娛樂台，並與FOX HD整合。
2021年4月27日，迪士尼宣布于同年10月1日停播FOX亚洲区频道，2022年1月1日，FOX台灣頻道因迪士尼傳媒在台政策改名為STAR World。 。

## 播出影集
| - 火速救援最前線 - 24反恐任務：傳承 - 最重要的小事 - 卡特探員 - 神盾局特工 - 美國懸案 - 美國老爹 - 美國諜夢／冷戰諜夢 - 菜鳥新老闆 - APB全面通緝 - 戰城風雲 - 金錢戰爭 - 諜海黑名單：救贖 - 天龍夫妻下鄉趣 - 血寶奇謀 - 翻轉正義事務所 - 法証女王 - 尋骨線索 - 絕命警探 - 雙城追兇 - 特務黑名單 - 靈書妙探 - 新霹靂嬌娃 - 克里夫家庭 - 當機警察 - 廢柴聯盟／廢柴同盟 - 隔離危城 - 康斯坦汀：驅魔神探 - 犯罪心理 - 綁架危機 - 重案1-8-7 - 異能謎劫 - 嘻哈世家 - 惡靈偵探 - 蓋酷家庭／住家男人 - FBI通緝要犯 - 搜尋達人 - 誆金世家 - 殺手信徒 - 重生律師 - 紐約法情 - 不死法醫 - 流氓律師 - 菜鳥新移民 - 雙寶鬥惡鬼 - 變種天賦 - 良醫墨非 - 傲骨之戰 - 型男阿公 - 實習醫生 - 律師兄弟／律師本色 - 迷鎮 - 超異能英雄 - 超異能英雄再啟 - 普攏共情報局 - 謀殺 - 硬漢老爸 - 法網遊龍：特案組 - 變種軍團 - 千謊百計 - 曼德拉傳奇 - 新夏威夷之虎 - 大丈夫 - 靈媒緝凶 - 心計 - 關鍵報告 - 摩登家庭 - 美國夫人 - 麻辣女警俏媽咪 - 神探南西 - 重返犯罪現場 - 重返犯罪現場：紐奧良 - 外星鄰居／來自星星的鄰居 - 紐約新醫革命 - NEXT我的未來是惡夢 - 非凡家庭 - 末路驅魔人 - 末日之旅 - 聖殿春秋 - 史前逃龍 - 翻案女王 - 獵魔特攻隊 - 住院醫師 - 來自星星的醫生 - 痞子神醫 - SWAT反恐特警組 - 天蠍行動 - 尖叫女王 - 重生契機 - 辛普森家族 - 單親萬歲 - 斷頭谷 - 毒雪紛飛 - 武法女神探 - 甜甜圈日記／熊讚甜甜圈日記 - 史前新世界 - 深谷十日 - 時空追緝令 - 命運觸控點 - 震撼教育 - 雙峰 - 天菜老爸 - 陰屍路 - 第13號倉庫 - 陰松林 - 雅痞神探 - 肉搜行動 - X檔案 | - 9-1-1 - 24：反恐追擊 - 卡達探員 - 神盾局特工 - 亞歷播客 - 甜心俏佳人 - 美國老爹 - 智能通緝令 - 小城雙雄 - 億萬風雲 - 叛諜黑名單：贖罪 - 奪寶任務 - 欲骨查 - 賈神探 - 當機警察 - 廢柴同盟 - 世紀戰疫 - 魔間行者 - 心理追兇 - 福爾摩斯與華生 - 靈探心計 - 住家男人 - 倒霉維修王 - FBI：頭號通緝犯 - 殺手信徒 - 重生律師 - 不死法醫 - 初來報到 - 天賦異能 - 靈檔案 - 非常爺爺 - 巴打大狀 - 英雄 - 英雄重生／英雄回歸 - 不可靠情爆員 - 硬漢老爸 - 潛能異士 - 馬迪巴傳奇 - 新夏威夷神探 - 邊疆飆風族 - 心計 - 摩登家庭 - 蘿拉出更 - 重返犯罪現場 - 重返犯罪現場：新奧爾良 - 外星鄰居 - 智能殺機 - 末路驅魔人 - 外星居民 - 地下神醫 - 特警 - 天蠍特勤組 - 搞乜鬼狂呼女神 - 重生使者 - 導火一槍 - 阿森一族 - 斷頭谷 - 非常甜圈日記 - 深谷十日 - 穿越時兇 - 邊緣特訓 - 雙峰 - 陰屍路 - 第13號倉庫 - 迷松鎮 - 全民追兇 - X檔案 |

## 備註
1. 1 2 3 4 5 6 7 8  FOX+搶先上線
2. ↑  FOX Crime於台灣與香港均翻譯為《智能通緝令》
3. 1 2 3 4 5 6  承接自停播的Star World
4. ↑  僅第1－2季，第3季起轉由Star World首播。
5. 1 2  自第4季起由本頻道首播
6. 1 2  僅第1季，第2季由Star World首播。
7. 1 2  自第3季起改由本頻道首播

## 外部連結
- 官方网站 - FOX台灣頻道